# بادكي (أرومية)
بادكي هي قرية في مقاطعة أرومية، إيران. يقدر عدد سكانها بـ 6959 نسمة بحسب إحصاء 2016.